# Gyhum
Gyhum (de naam wordt door de meeste inwoners als  "Jeem" uitgesproken) is een gemeente in de Duitse deelstaat Nedersaksen. De gemeente maakt deel uit van de Samtgemeinde Zeven in het Landkreis Rotenburg (Wümme).
Gyhum telt 2.386 inwoners.
Tot Gyhum behoren Gyhum zelf , de dorpen Bockel (3 km ten zuidwesten van Gyhum), Hesedorf en Nartum, en het kleinere Wehldorf.
Bockel ligt aan de Bundesstraße 71 Zeven - Rotenburg (Wümme), zeer dicht bij afrit 49 van de Bundesautobahn 1 Osnabrück-Bremen-Hamburg.  Bij deze afrit bevindt zich ook een  Autohof, een voorziening, die lijkt op een  Truck stop in Nederland of de Verenigde Staten. De Autohof beschikt over tankstations van twee merken en fastfood-restaurants van drie ketens.

## Bijzonderheden, historie
Bij Nartum bevindt zich een megalietmonument uit het Neolithicum, dat in de Duitse catalogisering van hunebedden e.d.  Sprockhoff-Nr. 651 heeft. Het dateert van ca. 3500-2800 v.Chr. en wordt toegeschreven aan de dragers van de Trechterbekercultuur. Het monument heeft ter plaatse de bijnaam Hünenkeller.  Ook uit de Bronstijd en de IJzertijd zijn door archeologen bewoningssporen teruggevonden.

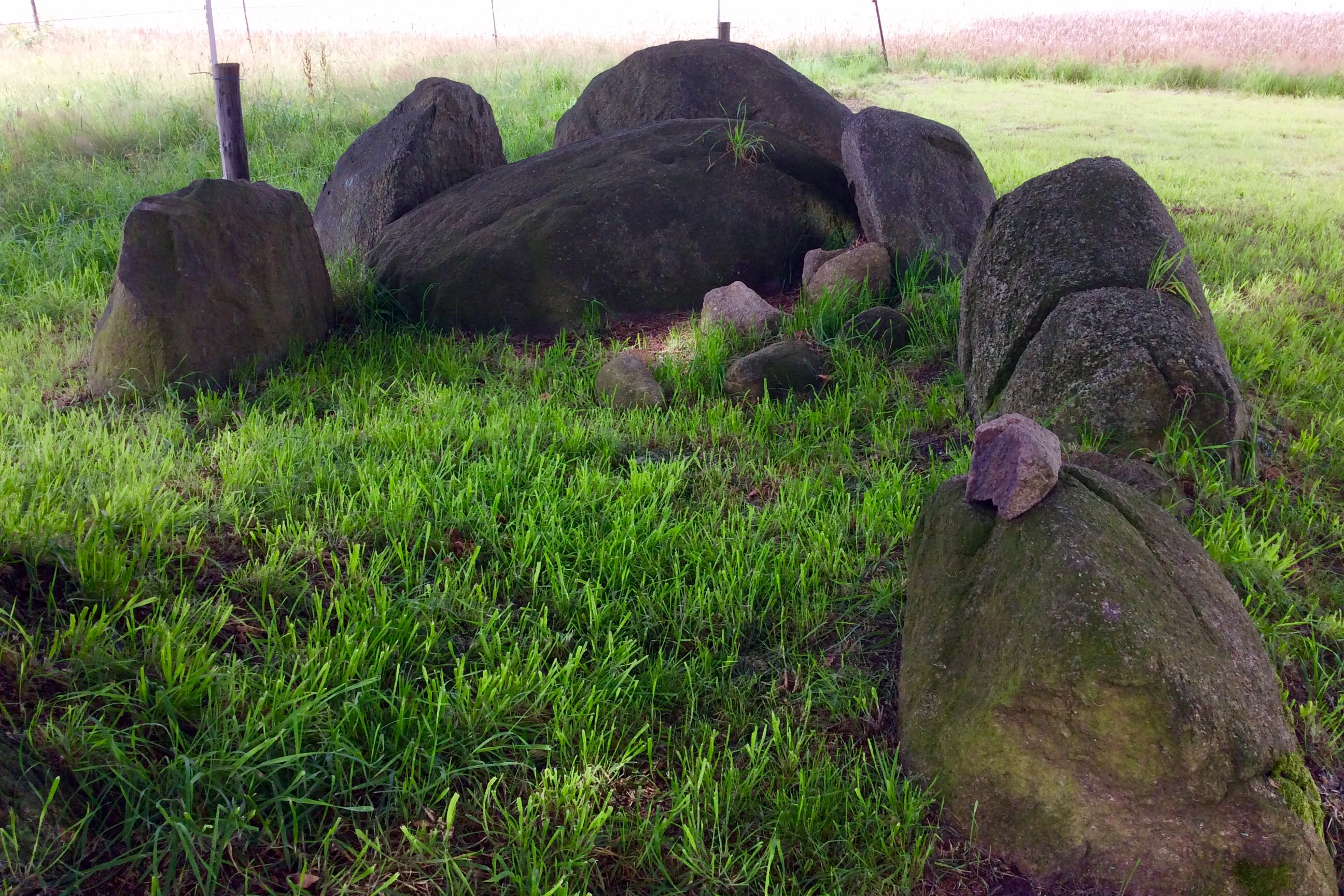
Großsteingrab Nartum
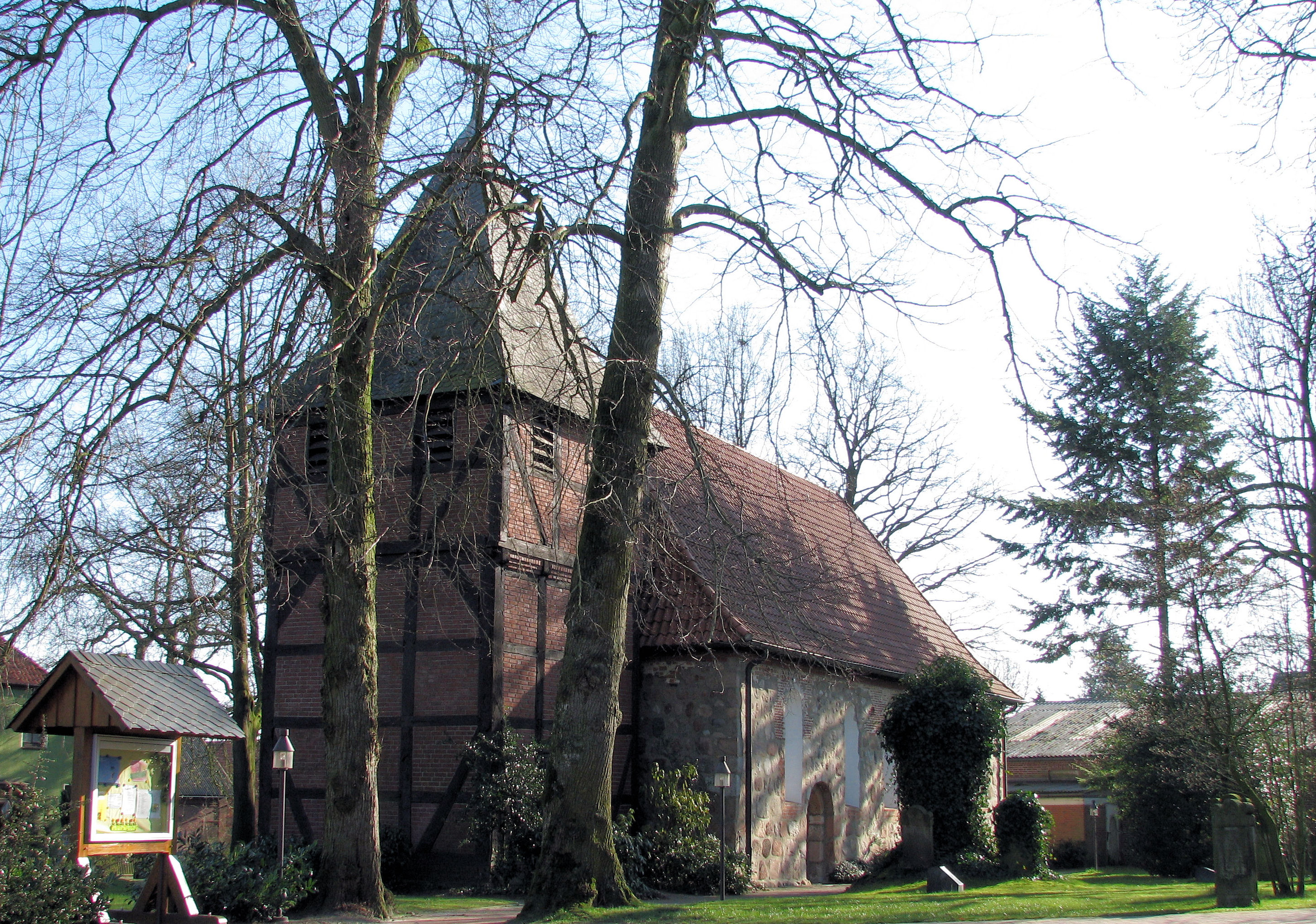
St. Margarethakerk te Gyhum (deels romaans - 11e eeuw; deels 17e/18e eeuw)

De kerk van Gyhum dateert in haar kern uit de 11e eeuw en is een van de oudste kerken in de streek tussen de Wezer en de Elbe. Rond 1200 bestond er een ridderlijk geslacht, von Geihem , dat enige tijd de rechterlijke macht in het dorp uitoefende. De Reformatie kan te Gyhum op  ca. 1525 worden gedateerd.
Gyhum behoorde vanaf de middeleeuwen tot het Prinsaartsbisdom Bremen. In de Dertigjarige Oorlog werd Gyhum diverse malen door oorlogsgeweld getroffen. Na de Vrede van Osnabrück in 1648 behoorde Gyhum tot het door Zweden geregeerde Bremen-Verden , sinds  1715. tot het Hertogdom Brunswijk-Lüneburg en, na de Napoleontische tijd,  van 1815 tot 1866 tot het Koninkrijk Hannover.
In 1848 ging helaas bij een brand in de pastorie het -belangrijke- lokale archief verloren. Na de Tweede Wereldoorlog groeide het plaatsje sterk door de bouw van een woonwijk voor de hier opgevangen Heimatvertriebene.

## Belangrijke personen in relatie tot de gemeente
- Walter Kempowski (Rostock, 1929 - Rotenburg (Wümme), 2007) schrijver, was van 1965-1975 basisschoolleraar te Nartum, gem. Gyhum.

- Gemeinsame Normdatei: 4762895-9
- Virtual International Authority File: 243206969

Ahausen · 
Alfstedt · 
Anderlingen · 
Basdahl · 
Bötersen · 
Bothel · 
Breddorf · 
Bremervörde · 
Brockel · 
Bülstedt · 
Deinstedt · 
Ebersdorf · 
Elsdorf · 
Farven · 
Fintel · 
Gnarrenburg · 
Groß Meckelsen · 
Gyhum · 
Hamersen · 
Hassendorf · 
Heeslingen · 
Hellwege · 
Helvesiek · 
Hemsbünde · 
Hemslingen · 
Hepstedt · 
Hipstedt · 
Horstedt · 
Kalbe · 
Kirchtimke · 
Kirchwalsede · 
Klein Meckelsen · 
Lauenbrück · 
Lengenbostel · 
Oerel · 
Ostereistedt · 
Reeßum · 
Rhade · 
Rotenburg · 
Sandbostel · 
Scheeßel · 
Seedorf · 
Selsingen · 
Sittensen · 
Sottrum · 
Stemmen · 
Tarmstedt · 
Tiste · 
Vahlde · 
Vierden · 
Visselhövede · 
Vorwerk · 
Westertimke · 
Westerwalsede · 
Wilstedt · 
Wohnste · 
Zeven